# Халиулин, Нурислам Хазылганович
Нурислам Хазылганович (Хасылганович) Халиулин (род. 1954, Владивосток) — советский самбист, чемпион СССР, Европы и мира, обладатель Кубков СССР и мира, победитель Спартакиады народов СССР, Заслуженный мастер спорта СССР. Тренировался под руководством Анатолия Полукарова. Выступал в наилегчайшей и легчайшей весовых категориях до 48 и до 52 кг.

## Спортивные результаты
- Чемпионат СССР по самбо 1977 года — ;
- Чемпионат СССР по самбо 1978 года — ;
- Борьба самбо на летней Спартакиаде народов СССР 1979 года — ;
- Чемпионат СССР по самбо 1980 года — ;
- Чемпионат СССР по самбо 1982 года — ;
- Самбо на летней Спартакиаде народов СССР 1983 года — ;
- Чемпионат СССР по самбо 1984 года — ;
- Кубок СССР 1984 года — ;
- Чемпионат СССР по самбо 1985 года — ;